# Eulasiopalpus subalpinus
Eulasiopalpus subalpinus är en tvåvingeart som beskrevs av Townsend 1912. Eulasiopalpus subalpinus ingår i släktet Eulasiopalpus och familjen parasitflugor.
Artens utbredningsområde är Peru. Inga underarter finns listade i Catalogue of Life.